# Hôtel Jacobsen
 (août 2021).
La mise en forme du texte ne suit pas les recommandations de Wikipédia : il faut le « wikifier ».
Les points d'amélioration suivants sont les cas les plus fréquents :
- Les titres sont pré-formatés par le logiciel. Ils ne sont ni en capitales, ni en gras.
- Le texte ne doit pas être écrit en capitales (les noms de famille non plus), ni en gras, ni en italique, ni en « petit »…
- Le gras n'est utilisé que pour surligner le titre de l'article dans l'introduction, une seule fois.
- L'italique est rarement utilisé : mots en langue étrangère, titres d'œuvres, noms de bateaux, etc.
- Les citations ne sont pas en italique mais en corps de texte normal. Elles sont entourées par des guillemets français : « et ».
- Les listes à puces sont à éviter, des paragraphes rédigés étant largement préférés. Les tableaux sont à réserver à la présentation de données structurées (résultats, etc.).
- Les appels de note de bas de page (petits chiffres en exposant, introduits par l'outil «  Source ») sont à placer entre la fin de phrase et le point final[comme ça].
- Les liens internes (vers d'autres articles de Wikipédia) sont à choisir avec parcimonie. Créez des liens vers des articles approfondissant le sujet. Les termes génériques sans rapport avec le sujet sont à éviter, ainsi que les répétitions de liens vers un même terme.
- Les liens externes sont à placer uniquement dans une section « Liens externes », à la fin de l'article. Ces liens sont à choisir avec parcimonie suivant les règles définies. Si un lien sert de source à l'article, son insertion dans le texte est à faire par les notes de bas de page.
- La présentation des références doit suivre les conventions bibliographiques. Il est recommandé d'utiliser les modèles {{Ouvrage}}, {{Chapitre}}, {{Article}}, {{Lien web}} et/ou {{Bibliographie}}. Le mode d'édition visuel peut mettre en forme automatiquement les références.
- Insérer une infobox (cadre d'informations à droite) n'est pas obligatoire pour parachever la mise en page.

Pour une aide détaillée, merci de consulter Aide:Wikification.
Si vous pensez que ces points ont été résolus, vous pouvez retirer ce bandeau et améliorer la mise en forme d'un autre article.
L'hôtel Jacobsen, situé à Noirmoutier-en-l'Île, en France, est un hôtel particulier d'armateurs négociants datant du XVIIIe siècle. Demeure de la famille Jacobsen, il constitue un élément important dans le développement de l’urbanisme de la ville de Noirmoutier aux XVIIIe et XIXe siècles.
Il héberge depuis 2019 le centre des patrimoines maritimes de l'île de Noirmoutier.

## Situation
L'hôtel Jacobsen est situé sur la Place d’Armes de la commune de Noirmoutier-en-l’Ile, en Vendée.

## Historique

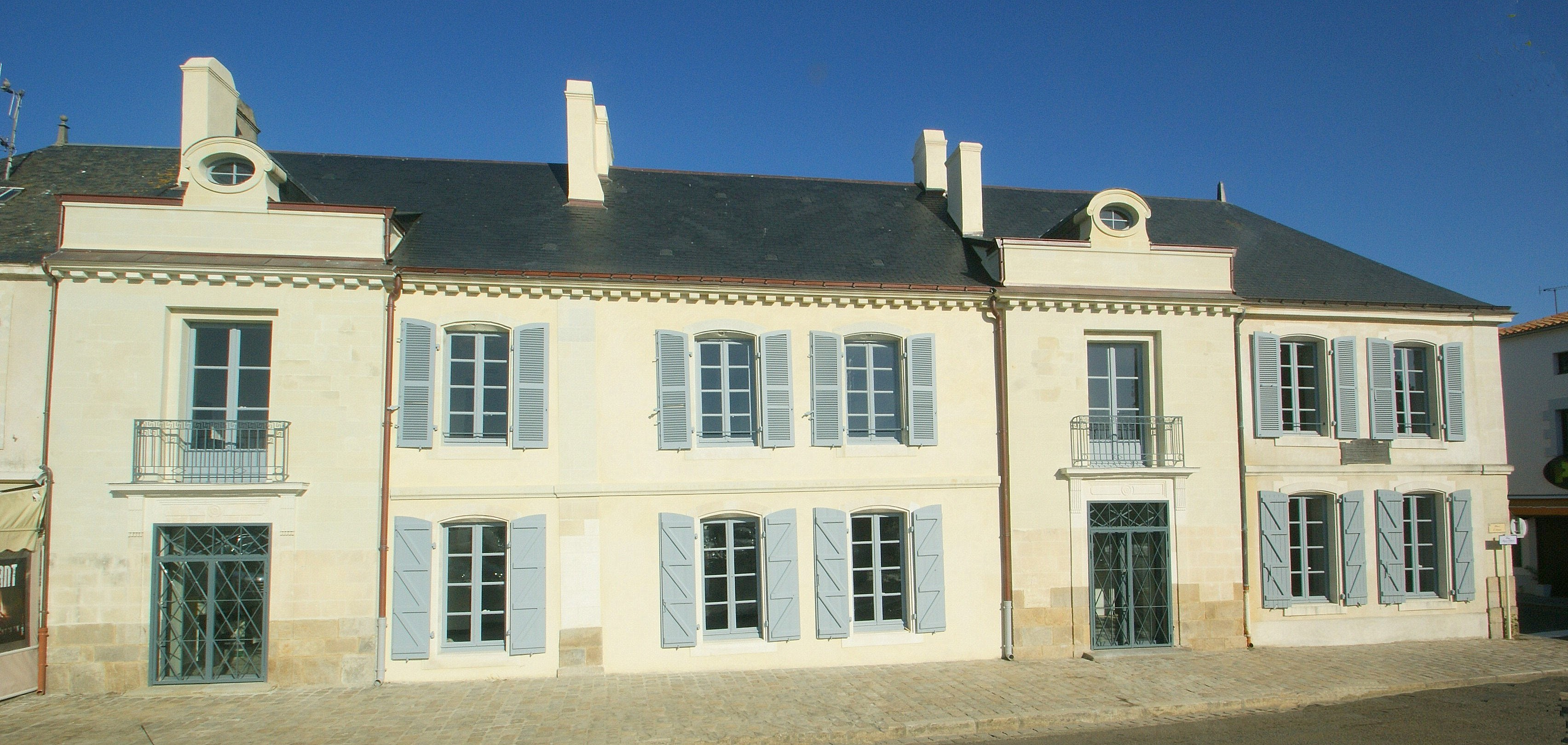
L'hôtel Jacobsen vu de la Place d'Armes.

L'hôtel particulier, connu sous la dénomination hôtel Jacobsen d'après son commanditaire,est édifié en 1761 pour Cornil Guislain Jacobsen (1709-1787), armateur négociant établi à Noirmoutier-en-l’Ile après avoir été actif à Dunkerque. Descendant du célèbre corsaire de la couronne d'Espagne Michel Jacobsen, il est le fondateur d'une des familles les plus influentes de l'île.
Une animation présentée l’évolution de l’hôtel au fil des générations de cette famille, au sein de l’actuel hôtel "Jacobsen – Centre des patrimoines maritimes".

### Les Guerres de Vendée
Durant les guerres de Vendée, l’hôtel Jacobsen est un haut lieu stratégique. Les généraux des deux camps qui s’affrontent, les royalistes et les républicains, le réquisitionnent et s’y installent.

## Architecture
Le fils de Cornil Guislain, Jean Corneille (1750-1834 ) agrandit  l’hôtel. L’ensemble est attribué  à l’architecte Francois-Léonard Seheult (1768-1840) 
Les façades et toitures de l'ensemble des bâtiments du corps central, de l'aile nord, de l'aile sud ainsi que plusieurs éléments à l'intérieur du corps central : les intérieurs du vestibule, de la cage du grand escalier, du grand salon du rez-de-chaussée avec les deux consoles en applique ; à l'étage le vestibule, le cabinet, l'antichambre, c'est-à-dire la chambre verte, et la chambre rouge sont inscrits au titre des monuments historiques par arrêté du 28 juin 2013.
L’hôtel Jacobsen est une demeure ayant un style architectural dit néoclassique. Le style néoclassique se caractérise par une réutilisation des motifs de l’architecture antique : colonnes, frontons, symétrie... 

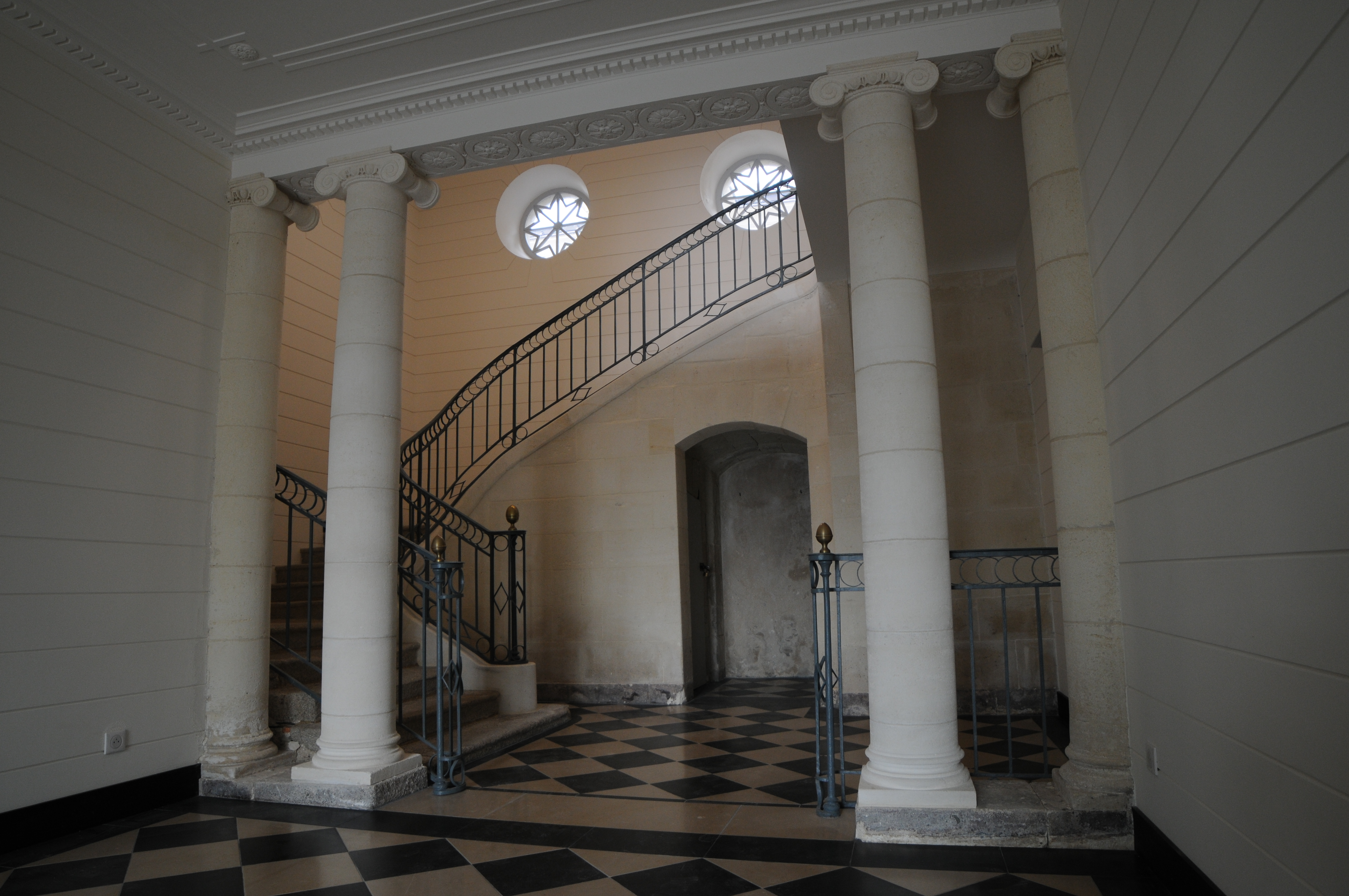
Cage d'escalier (XIXe siècle) de l'hôtel Jacobsen, vue du vestibule. Photo : Michel Pottier.
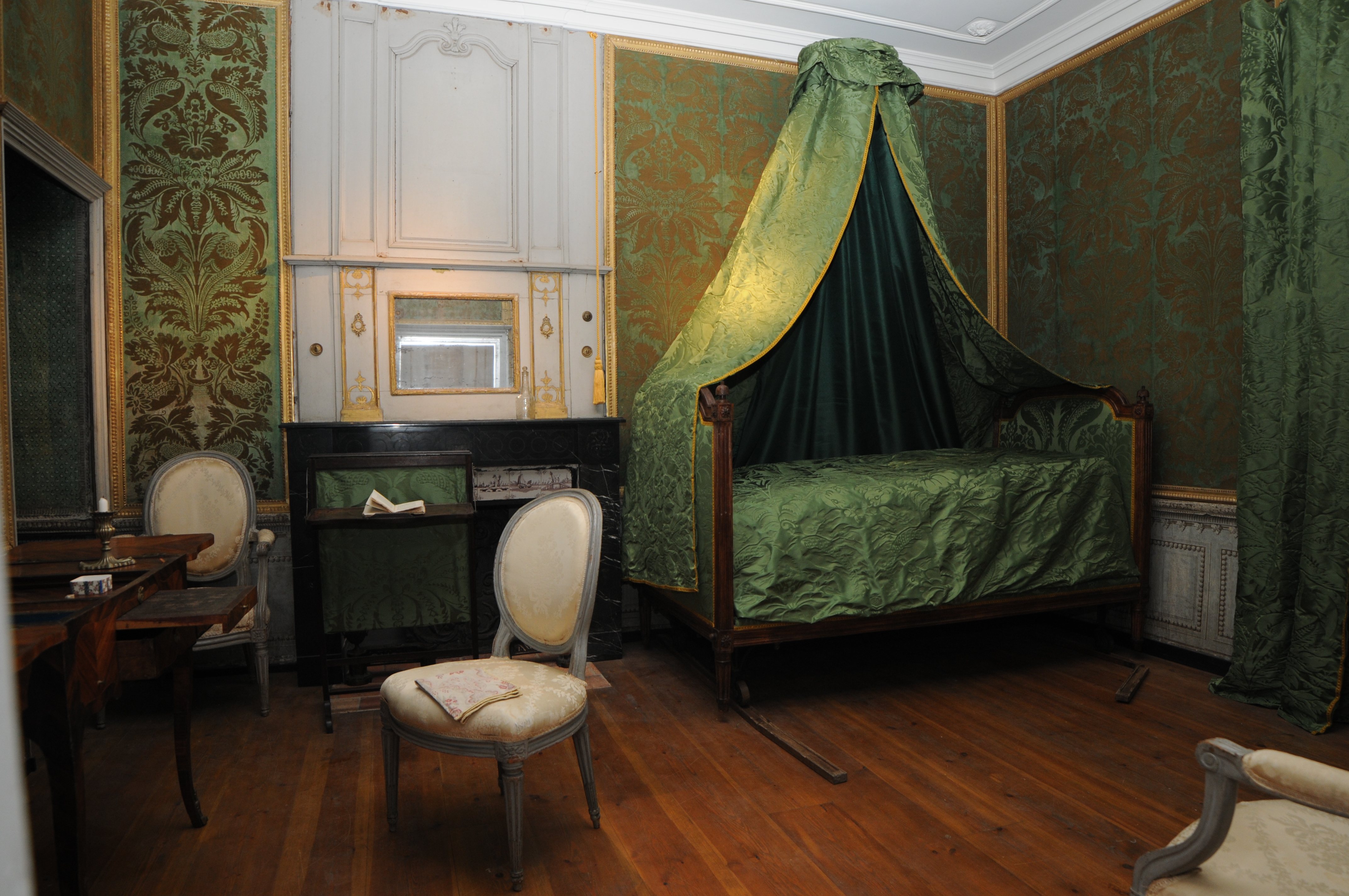
L'antichambre ou la chambre verte de l'hôtel Jacobsen après restauration. Photo : Michel Pottier.

## Centre des patrimoines maritimes

### Restauration
Les ailes nord et centrale sont acquises successivement par la Communauté de Communes de l’ile de Noirmoutier, en 1998 et 2008. Après la restauration de l’aile centrale et d’une partie de l’aile nord, en mai 2019, l’hôtel ouvre en tant que Centre des patrimoines maritimes.

### Exposition permanente

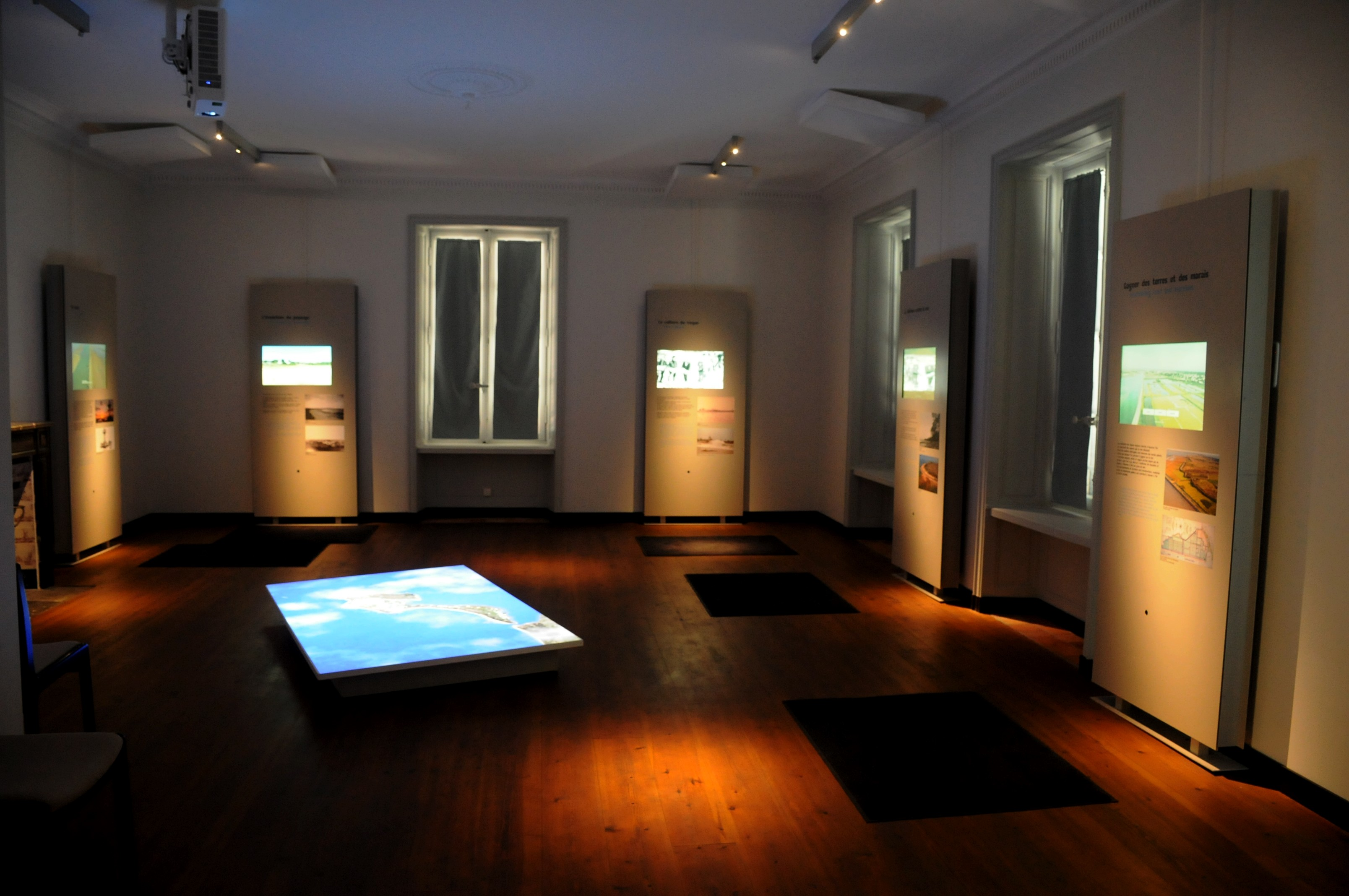
cl .Michel Pottier (photographie) Une des chambres de l'hôtel Jacobsen du XVIIIe- XIXe siècle

Au sein du centre des patrimoines maritimes, il y a 10 salles dont 9 faisant partie de l’exposition permanente. Dans les 9 salles de l’hôtel, plusieurs thématiques liées à la mer sont développées : la formation du territoire, la protection de côtes et des populations, le commerce et les échanges, es arts décoratifs, le phénomène balnéaire…

### Expositions temporaires
Le centre des patrimoines maritimes de l’île propose tous les ans une à deux expositions temporaires.
- 2019 : Le secrétaire Jacobsen (2019), exposition inaugurale consacrée au secrétaire de la famille Jacobsen. Ce meuble, inscrit MH, est un don de la famille et il permet de découvrir un meuble présent dans l’hôtel à l’époque de Jean Corneille, le fils de Cornil Guislain Jacobsen (fin XVIIIe).
- 2020 : Le voyage (2020), exposition consacrée au voyage, plus particulièrement aux souvenirs rapportés par les insulaires et ceux destinés aux touristes. Il pouvait y avoir de la botte de postillon, la malle du XVIIIe ou la relique de Saint Nicolas…
- 2021 : Le Bicentenaire de la mort de Napoléon Ier, exposition portant plus particulièrement au liens que Napoléon a eu avec l’ile de Noirmoutier et ses habitants.
- 2021 : Intimes insulaires, portraits photographiques de Maurice Rougemont. Le photographe d’origine noirmoutrine Maurice Rougemont s’est attaché à saisir des insulaires selon le procédé du clair-obscur flamand. Ces portraits reflètent les univers où ils vivent et travaillent, la terre et la mer.
- 2021 : Noël à l'hôtel Jacobsen. A cette occasion, le Père Noël a ressorti des cadeaux qu’il a oublié de distribuer dans les années 1816- 1830 - 1900 - 1930 - 1960 - 1970 - 1980. Les jouets et objets d’époque, dispersés dans les 10 salles du Centre des Patrimoines Maritimes feront retomber les plus grands en enfance.
- 2022 : Le cabinet de curiosités insulaires. A travers des collections privées et publiques insulaires, retrouvons des centres d’intérêt scientifiques, esthétiques, historiques actuels.
- 2022 : Quelques souvenirs de famille : Les Jacobsen. La famille Jacobsen a occupé la "Grande Maison" jusqu'en 2008 avant qu'elle ne devienne L'hôtel Jacobsen, Centre des Patrimoines Maritimes. Aujourd'hui sont présentés quelques objets revenus dans l’hôtel familial après avoir traversé les successions et les partages qui ont émaillé les différentes générations. Les descendants conservent respectueusement leurs souvenirs qu’ils ont prêtés. Certains ont été donnés aux Amis de l’ile de Noirmoutier complétant les fonds d’archives de la famille Jacobsen. Meubles XVIIIe, couvert en argent, portefeuilles d’époque Empire, livres et archives permettent d’évoquer la « Grande Maison » et ses habitants.
- 2022 : Intimes insulaires, portraits photographiques de Maurice Rougemont (Suite).  Le photographe d’origine noirmoutrine Maurice Rougemont s’est attaché à saisir des insulaires selon le procédé du clair-obscur flamand. Ces portraits reflètent les univers où ils vivent et travaillent, la terre et la mer.
- 2023 : L'Egypte d'un Noirmoutrin. L’hôtel Jacobsen propose de voyager au cœur de l’Egypte ancienne !  Son exposition « L’Egypte d’un Noirmoutrin » retrace les travaux de l’architecte et habitant de l’île, François Larché, qui a dirigé de 1989 à 2004 le centre franco-égyptien d’étude des temples de Karnak.
- 2023 : L'Art Aborigène d'Australie. L'hôtel Jacobsen poursuit son exploration du voyage, des collections et de la géographie en présentant, tout au long de l'été, une sélection d'Art Aborigène d'Australie. présentée dans l'ensemble des salles qui compte le Centre des Patrimoines Maritimes, l'exposition "Art Aborigène d'Australie" dévoile une quarantaine d'oeuvres contemporaines appartenant à deux collectionneurs passionnés.

## Accessibilité aux personnes en situation de handicap

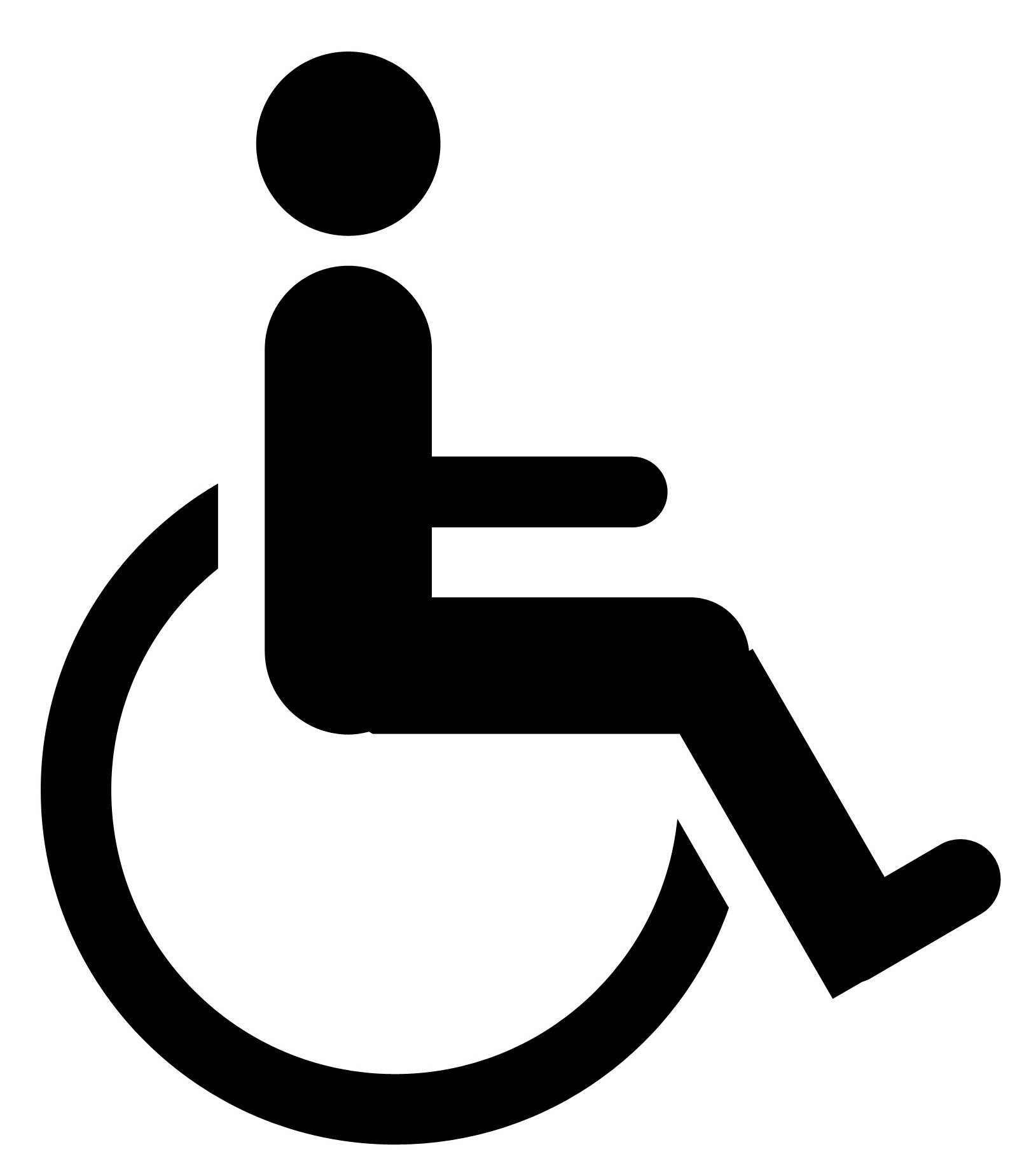
Personne à Mobilité Réduite

Lors de la restauration de l'hôtel Jacobsen, ce monument historique a été pensé afin qu'il soit accessible au plus grand nombre de personnes en situation de handicap. 
Ce monument est accessible aux personnes à mobilité réduite (PMR), qu'ils soient permanente, situationnelle ou temporaire. En effet, l'hôtel Jacobsen dispose d'un ascenseur permettant d'aller à l'étage sans prendre les escaliers et les supports écrits et numériques sont pour la plupart à niveau d'un fauteuil roulant. 
L'hôtel Jacobsen a également des casques audio pour les malentendants qui leur permettent de mieux entendre les vidéos de l'histoire de l'île. Il suffit de les demander à l'accueil de l'hôtel. De plus, lorsque les supports ne sont pas audio tous les autres sont transcrits à l'écrit en papier, en e-documents ou sur les murs. 

### L'accessibilité de stationnement
Pour l'accessibilité de stationnement, il y a un parking à l'entrée de la ville de Noirmoutier-en-l'Île longeant l'Etier du Moulin. Ce parking dispose de 17 places PMR, plus une autre à l'écart au niveau de l'écluse.  
Dans le centre-ville de Noirmoutier à proximité direct de l'hôtel Jacobsen, il y a 5 places sur la Place d'Armes et 3 places également sur la place de l'Hôtel de Ville. Plus loin en haut du château sur la Place de l'Eglise, celle-ci dispose de 3 places de stationnements PMR. Pour conclure,1 place se trouve aux abords de la Place Saint-Louis à proximité direct également de l'hôtel Jacobsen. 